# UltraTech Cement
Pour l'entreprise de fiction, voir Killer Instinct (jeu vidéo, 1994)#Description.
UltraTech Cement est une entreprise indienne de matériaux de construction notamment du ciment. 

## Histoire
Elle est créée en 1983.
En décembre 2014, Ultratech acquiert deux usines à ciment dans le Madhya Pradesh à Jaypee Group pour l'équivalent de 852 millions de dollars.
En février 2016, Ultratech acquiert l'activité de cimenterie de Jaypee Group, comprenant 12 usines ayant une capacité de production annuelle de 22,4 millions de tonnes, pour l'équivalent de 2,4 milliards de dollars.
En mars 2018, Ultratech annonce l’acquisition de Binani Cement, entreprise indienne en procédure de faillite,  pour 1,11 milliard de dollars. Cette offre est en concurrence avec une autre proposition d'un groupe indien.